# 国際ゴルフ連盟
国際ゴルフ連盟（こくさいゴルフれんめい、International Golf Federation）は、ゴルフの国際競技連盟である。2016年現在、146の国内競技連盟・22のプロツアー・プロゴルフ協会が加盟している。本部はスイスのローザンヌ。現会長はアニカ・ソレンスタム。

## 歴史
IGFは1958年に、日本ゴルフ協会、全米ゴルフ協会（USGA）、R&Aらとともにアマチュアゴルフの国際競技連盟として世界アマチュアゴルフ評議会（WAGC）として設立。同年に第1回アイゼンハワートロフィーを開催。1964年にはエスピリトサントトロフィーが初めて開催された。2003年に現在の名称となった。オリンピック夏季大会国際競技連盟連合に加盟している。

## 主催大会
- アイゼンハワートロフィー
- エスピリトサントトロフィー